# Brad Friedel
Bradley Howard Friedel (Lakewood, Ohio, 1971. május 18. –) amerikai válogatott labdarúgó. Az amerikai labdarúgó-válogatott színeiben 82 alkalommal szerepelt 1992 és 2005 között.

## Pályafutása
A Premier League-ben ő a rekordtartó, ami az egymás utáni lejátszott mérkőzéseket illeti: 278 (2011. szeptember 11. adat) bajnoki mérkőzésen védett kihagyás nélkül, a Blackburn Rovers, az Aston Villa és a Tottenham mezeiben.
2011. február 1-jén az Aston Villa legidősebb pályára lépő játékosává vált, a Manchester United elleni bajnoki mérkőzésen, 39 évesen és 259 naposan. Utolsó mérkőzését az Aston Villa szerelésében 2011. május 22-én játszotta a Liverpool FC elleni 1-0-ra megnyert bajnoki alkalmával, ekkora 40 éves és 4 napos volt.
2011. június 3-án Friedel egy kétéves szerződést írt alá a Tottenham Hotspur csapatával. Első mérkőzését új együttesében augusztus 22-én játszotta a Manchester United elleni bajnoki mérkőzésen.
2017. november 9-én a New England Revolution vezetőedzője lett.

## Sikerei, díjai

### Klub
- Galatasaray SK
  - Török kupa: 1995-96
- Blackburn Rovers
  - Angol ligakupa: 2001-02